# Альфонсо Тельес де Менесес эль Вьехо
Альфонсо Тельес де Менесес, известный как Эль-Вьехо («Старый») (ок. 1161—1230) — кастильский дворянин, участник ключевой битвы Реконкисты при Лас-Навас-де-Толоса, 2-й сеньор де Менесес, Сеа, Грахаль-де-Кампос, Монтальбан и 1-й сеньор де Альбуркерке (по праву своей второй жены).

## Биография
Сын Тельо Переса де Менесеса, влиятельного дворянин в Тьерра-де-Кампосе и Сеа. Вместе со своей женой Гонтродо монастыря Санта-Мария-де-Мантильяна и трех госпиталей для прокаженных и паломников в Куэнке, Вильямартине и Сан-Николас-дель-Реал-Камино.
Матерью Альфонсо Тельеса де Менесеса была Гонтродо Гарсия из семьи Флаинес, которая вышла замуж за Тельо Переса де Менесеса около 1161 года, когда он подарил ей Лас-аррас. Гонтродо была дочерью Гарсии Переса, tenente в Сеа, отличившегося в завоевании Баэсы и Альмерии, и Терезы Перес. Родители Гонтродо основали цистерцианский монастырь Санта-Мария-ла-Реаль в Градефесе, к которому она присоединилась после того, как овдовела, и где она в конечном итоге стала настоятельницей.
В 1209 году король Кастилии Альфонсо VIII уступил Альфонсо Тельесу де Менесесу деревню Монтальбан. В следующем году он получил в дар от короля деревню Наваэрмоса, её замок Дос-Эрманас, а также деревню Маламонеда и её одноименный замок, отделив их от юрисдикции тамплиеров. Примерно в это же время Альфонсо Тельес де Менесес также правил Портильо от имени своего родственника Эрменгола VIII, графа Урхельского.
Он сражался в битве при Лас-Навас-де-Толоса, которая произошла 16 июля 1212 года, вместе со своими зятьями Гонсало, Родриго, Педро, Нуньо и Альваро Родригесом Хироном и тремя его братьями.

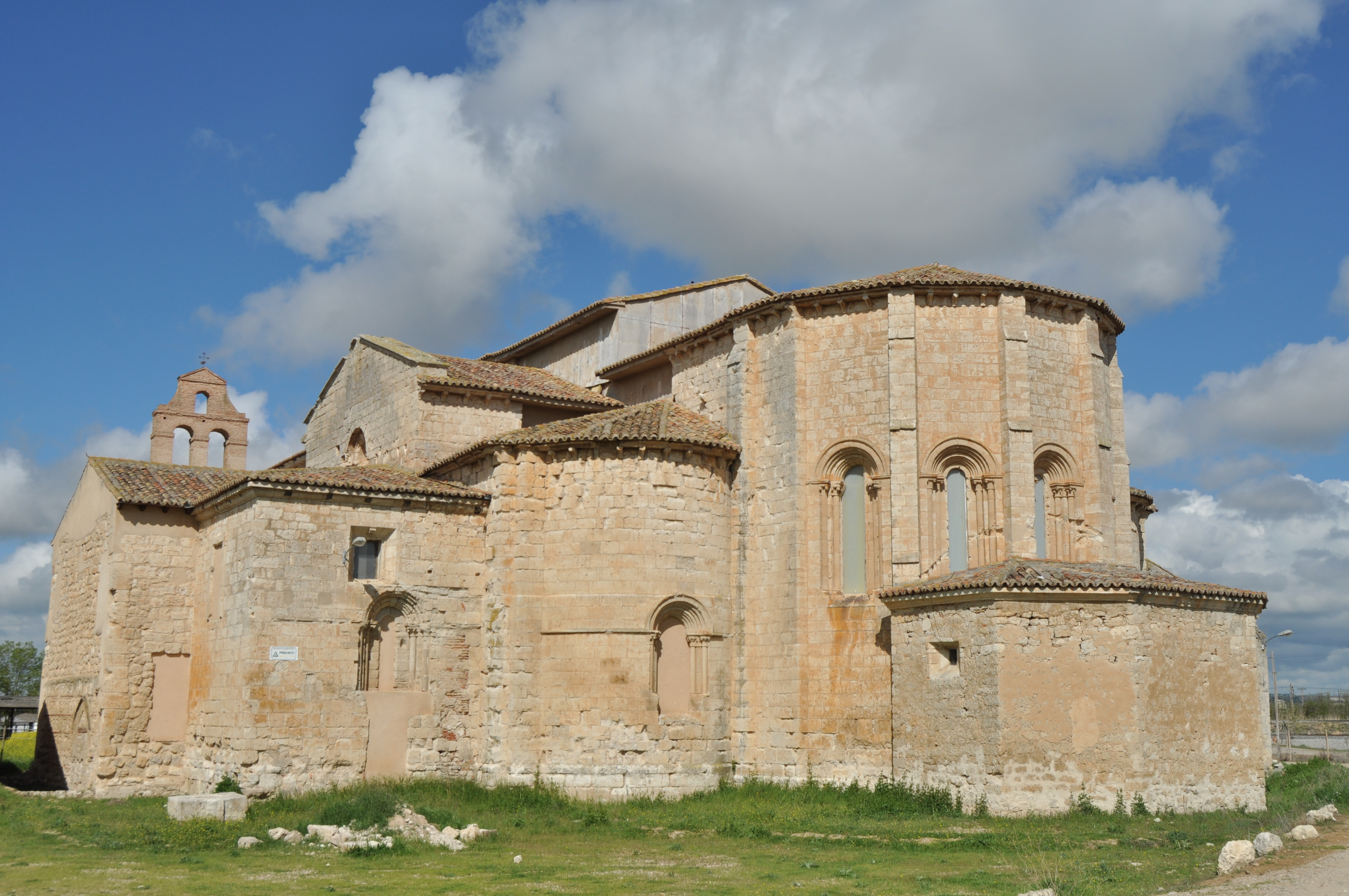
Монастырь Санта-Мария-де-Паласуэлос (Коркос-дель-Валье, провинция Вальядолид), основанный Альфонсо Тельесом де Менесесом, который, по преданию, был здесь похоронен. Здесь похоронены некоторые из его потомков, в том числе Майор Альфонсо де Менесес, мать королевы Марии де Молина.

В июле 1213 года король Альфонсо VIII уступил деревню Паласуэлос Альфонсо Тельесу де Менесесу, а тот, в свою очередь, пожертвовал ее цистерцианской общине, в частности, Сан-Андрес-де-Вальбени. В 1216 году началось строительство романского монастыря Паласуэлос. Он был завершен в середине XIII века и стал штаб-квартирой цистерцианцев Кастилии.
В феврале 1216 года, во время восстания Альваро Нуньеса де Лара, он принял участие в чрезвычайном парламенте вместе с другими кастильскими дворянами, включая Лопе Диаса де Аро, Гонсало Родригеса Хирона, Альваро Диаса де Камероса и других, где они согласились, при поддержке Беренгарии (сестра молодого короля Кастилии Энрике I), чтобы сформировать общий фронт против Альваро Нуньеса. К концу мая положение в Кастилии стало для Беренгарии опасным, поэтому она решила укрыться в замке Аутильо-де-Кампос, принадлежащем Гонсало Родригесу Хирону, и отправила своего сына Фернандо ко двору короля Леона и своего отца короля Альфонсо IX. 15 августа 1216 года среди всей знати Королевства Кастилия было проведено собрание, чтобы попытаться достичь согласия и избежать гражданской войны, но их разногласия привели к тому, что семьи Хирона, Тельес де Менесес и Аро окончательно дистанцировались от Альваро Нуньес де Лара.
Согласно Латинской хронике королей Кастилии, 1217 год был годом большой напряженности, какой никогда раньше не было в Кастилии. Альваро Нуньес де Лара не отказался от полученной им власти и преследовал силы, оставшиеся верными Беренгарии, опустошив долину Тригерос и осадив Аутильо-де-Кампос, где находились Беренгария и её сторонники, а также Сиснерос и Фречилья.
Обстоятельства внезапно изменились, когда король Кастилии Энрике умер 6 июня 1217 года после ранения головы черепицей, которая случайно оторвалась, когда он играл с другими детьми во дворце епископа Паленсии Тельо Тельеса де Менесеса. Альваро Нуньес де Лара, как опекун молодого короля, пытался сохранить тайну, доставив тело короля в замок Тарьего, но он не смог помешать известиям достичь королевы Беренгарии .
Немедленно Беренгария поручила Лопе Диас де Аро, Гонсало Родригесу Хирону и Альфонсо Тельесу де Менесесу тайно доставить её сына Фердинанда, который в то время находился в Торо со её отцом, королем Альфонсо, используя в качестве предлога возможность нападения на Аутилло, не сообщая известия о смерти брата. Несмотря на колебания инфант Санчи и Дульсе, дворяне смогли убедить короля, что король Энрике жив и здоров, после чего Торо остался с Фердинандом. Беренгария, законная наследница кастильского престола, отказалась от него в пользу своего сына Фердинанда, который вскоре после этого был провозглашен королем в Аутильо-де-Кампос 14 июня 1217 года.
20 сентября того же года Альфонсо Тельес де Менесес взял в плен Альваро Нуньеса де Лара, и Альваро был вынужден сдать несколько крепостей. 11 ноября было подписано перемирие, позволившее членам рода Лара восстановить свою свободу и привилегии. Однако, как только он был освобожден из тюрьмы, Альваро снова бросил вызов своим врагам Альфонсо Тельесу де Менесесу, Гонсало Родригесу Хирону и Лопе Диасу де Аро, но он умер, осадив их в крепости Кастрехон-де-Трабанкос, где они укрылись после первоначального поражения. Его брат Фернандо Нуньес де Лара направился в Марокко, где он поступил на службу к халифу Юсуфу II. Тороский пакт от 26 августа 1218 года ратифицировал перемирие и положил конец конфликту.
Альфонсо Тельес де Менесес умер в 1230 году, сопровождая короля Фердинанда на пути к его коронации в качестве короля Леона, по случаю объединения двух корон после смерти Альфонсо IX Леонского. Он был похоронен, согласно традиции, в монастыре Санта-Мария-де-Паласуэлос, который он основал.

## Браки и дети
Альфонсо дважды был женат. Его первой женой была Эльвира Родригес Хирон (? — после 22 февраля 1211 г.), дочь Родриго Гутьерреса Хирона. У них было четверо детей:
- Тельо Альфонсо де Менесес, герой рыцарских романов из-за его защиты Мартоса и Кордовы. Он умер бесплодным, оставив своего брата Альфонсо преемником на посту губернатора Кордовы и сеньора Менезеса[31].
- Альфонсо Тельес де Менесес «Эль Мозо»[21], («Молодой»; ? — ок. 1257 г.), женившийся на Марии Анес де Лимия, дочери Хуана Фернандеса, главного арендатора в Лимия-и-Монтерросо, и Мария Паис Рибейра «а Рибейринья». У Альфонсо и Марии было трое детей, в том числе Майор Альфонсо де Менесес, жена инфанте Альфонсо де Молина, мать королевы Марии де Молина и ее брата Альфонсо Телеса де Молина, сеньора Менесеса и альфереса короля[32].
- Майор Альфонсо, женат на Родриго Гомесе де Траба, сыне графа Гомеса Гонсалеса де Траба и Эльвиры Перес[30][21].
- Тереза Альфонсо[21][30], вышла замуж за Менендо Гонсалеса де Соуза, а от него мать Марии Мендес де Соуза, вышедшей замуж за Мартина Альфонсо, внебрачного сына Альфонсо IX Леонского и Терезы Хиль де Совероса[33][30].

Между февралем 1211 года, годом, когда умерла его первая жена, и до июля 1213 года, когда он впервые появляется со своей второй женой, он женился на молодой португалке Терезе Санчес, незаконнорожденной дочери короля Саншу I Португальского и Марии Паис Рибейра, которая позже вышла замуж за Хуана Фернандеса, главного арендатора в Лимии и Монтерросо. Альфонсо, вероятно, унаследовал титул сеньора Альбуркерке благодаря своему второму браку с Терезой, поскольку он был унаследован детьми от этого брака, а титул сеньора Менезеса перешел к его первенцу Тельо, сыну его первой жены. Дети от этого второго брака были:
- Мартин Альфонсо (умер после 15 июня 1285 г.), женившийся на Менсии Родригес. Мартин оставил завещание от 15 июня 1285 года, в котором оставил инструкции для своей жены Менсии, сестры Марии Альфонсо и пятерых детей, Терезы, Марии, Альфонсо, Веласко и Хиля Мартинеса. Он также упоминает своего зятя Гомеса Родригеса, который должен быть братом Менсии[36] .
- Альфонсо Альфонсо де Менесес «Тисон» (умер после 1252 г.), который, по мнению некоторых авторов, женился на Майор Гонсалес Хирон, дочери Гонсало Родригеса Хирона.
- Мария Альфонсо (умерла до 15 июня 1285 г.).
- Хуан Альфонсо (? — 1268), женат на Эльвире или Беренгеле Гонсалес Хирон, дочери Гонсало Родригеса Хирона[29][37].